# Lombers
Lombers är en kommun i departementet Tarn i regionen Occitanien i södra Frankrike. Kommunen ligger i kantonen Réalmont som tillhör arrondissementet Albi. År 2022 hade Lombers 1 090 invånare.

## Befolkningsutveckling
Antalet invånare i kommunen Lombers
| Referens: INSEE |